# Andrzej Gaberle

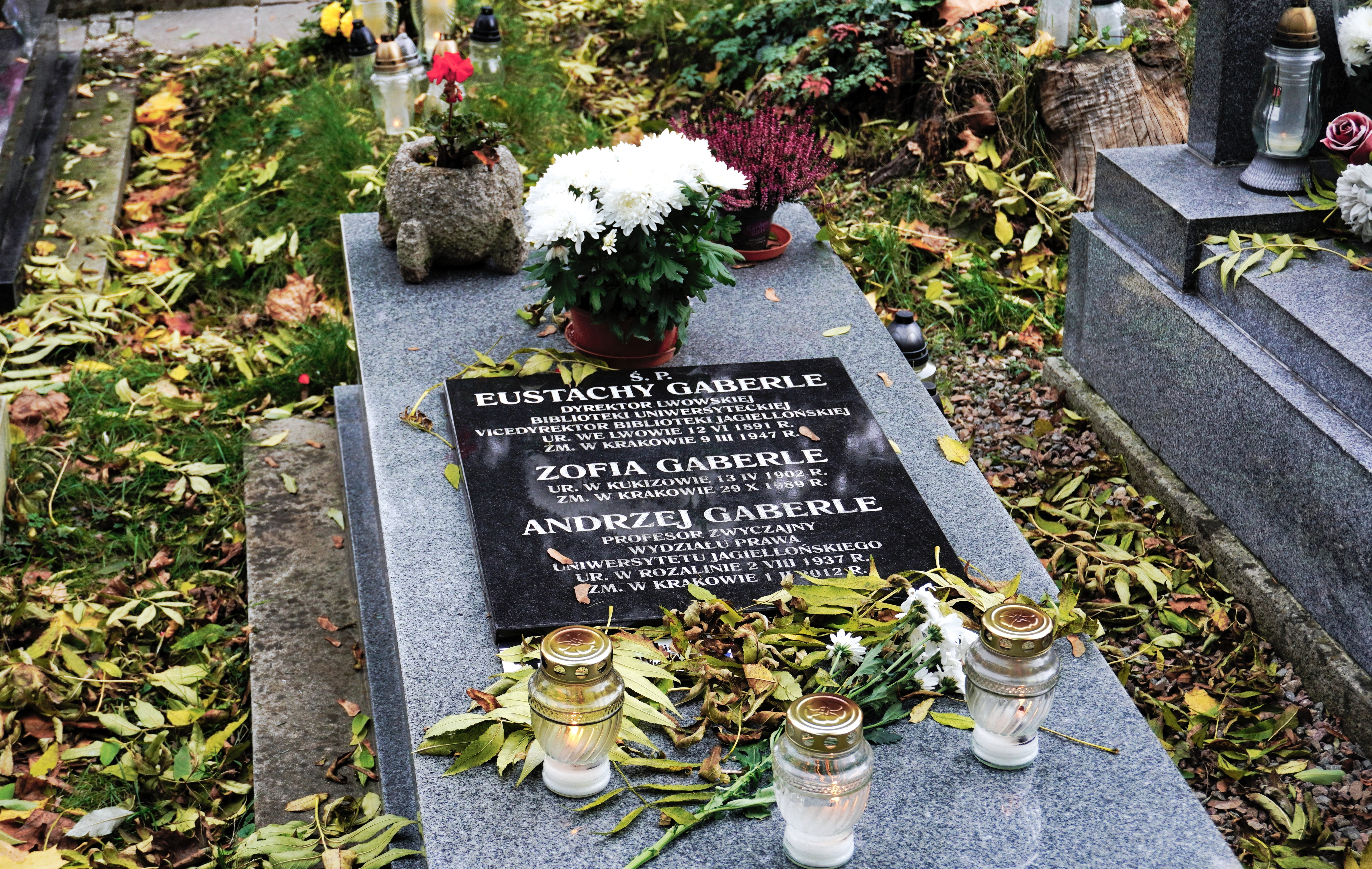
Grób Andrzeja Gaberle na cmentarzu Rakowickim w Krakowie

Andrzej Gaberle (ur. 2 sierpnia 1937 w Rozalinie, zm. 1 lutego 2012 w Krakowie) – polski prawnik, kryminolog, profesor nauk prawnych, poseł na Sejm II kadencji, wieloletni pracownik naukowy Wydziału Prawa i Administracji Uniwersytetu Jagiellońskiego.

## Życiorys
Pochodził z austriackiej rodziny osiadłej we Lwowie w końcu XVIII wieku. Był synem Eustachego Gaberle, dyrektora Biblioteki Uniwersytetu Lwowskiego, i Zofii z domu Strzeleckiej. Okres II wojny światowej spędził wraz z rodzicami i starszym bratem Wacławem we Lwowie. Po wkroczeniu wojsk radzieckich jego ojciec stracił pracę w bibliotece, zaś po ponownym zajęciu Lwowa przez Armię Czerwoną w 1944 został wywieziony do zagłębia w Donbasie. Po zakończeniu wojny, podobnie jak większość polskich rodzin ze Lwowa, w 1946 rodzina była zmuszona ekspatriować się w powojenne granice Polski. Zamieszkała w Krakowie, gdzie w następnym roku Eustachy Gaberle zmarł.
Andrzej Gaberle ukończył studia na Uniwersytecie Jagiellońskim, w 1964 na Wydziale Prawa (prawo) i w 1970 na Wydziale Historyczno-Filozoficznym (socjologia). Był studentem profesora Władysława Woltera. W 1969 uzyskał stopień doktora nauk prawnych, w 1975 stopień doktora habilitowanego. W 1989 otrzymał tytuł naukowy profesora. Przez wiele lat był zawodowo związany z UJ, w latach 1978–2006 kierował Katedrą Kryminologii na tej uczelni. Opublikował liczne prace naukowe z zakresu postępowania karnego, kryminologii i postępowania w sprawach nieletnich. Wykładał także w Krakowskiej Akademii im. Andrzeja Frycza Modrzewskiego.
Był stypendystą Fundacji im. Alexandra von Humboldta. Zasiadał w Komitecie Nauk Prawnych Polskiej Akademii Nauk. Należał do Towarzystwa Naukowego Prawa Karnego oraz Polskiego Towarzystwa Kryminologicznego im. prof. Stanisława Batawii.
Od 1993 do 1997 sprawował mandat posła na Sejm II kadencji z listy Unii Demokratycznej, który uzyskał w okręgu Kraków. Należał następnie do klubu parlamentarnego Unii Wolności. Nie ubiegał się o reelekcję.
Był członkiem Towarzystwa Sportowego Wisła Kraków i długoletnim przewodniczącym sądu dyscyplinarnego w tym klubie piłkarskim.
Został pochowany na cmentarzu Rakowickim.

## Odznaczenia, upamiętnienie
W 2005 otrzymał Krzyż Kawalerski Orderu Odrodzenia Polski. W 2012 pośmiertnie odznaczony został Krzyżem Komandorskim tego orderu.
Został uhonorowany publikacją naukową wydaną w 70. rocznicę urodzin pt. Nauki penalne wobec problemów współczesnej przestępczości. Księga jubileuszowa z okazji 70. rocznicy urodzin profesora Andrzeja Gaberle.

## Publikacje
- Postępowanie przyspieszone w polskim procesie karnym, 1975.
- Postępowanie w sprawach z oskarżenia prywatnego (współautor), 1982.
- Wypadki drogowe. Aspekty kryminologiczne, 1984.
- Patologia społeczna, 1993.
- Dowody w procesie karnym. Orzecznictwo Sądu Najwyższego – Komentarz (współautor), 1995.
- Kontrola odwoławcza w procesie karnym. Orzecznictwo Sądu Najwyższego (współautor), 1997.
- Kryminologia (współautor), 1999.
- Komentarz do ustawy o postępowaniu w sprawach nieletnich (współautor), 2002.
- Nierozłączna triada. Przestępczość. Przestępca. Społeczeństwo, 2003.
- Leksykon polskiej procedury karnej, 2004.